# Homodesmotische Reaktionen
Homodesmotische Reaktionen bezeichnen chemische Reaktionen von Kohlenwasserstoffverbindungen, für die  gilt:
- die Anzahl der Kohlenstoff-Kohlenstoffbindungsarten bleibt konstant, wobei die Bindungsart durch die beteiligten Hybridisierungsstufen der Kohlenstoffatome gegeben ist.
- die Anzahl der Kohlenstoffatomtypen bleibt konstant, wobei die Kohlenstoffatomtypen durch die Hybridisierungsstufe und die Anzahl Wasserstoffsubstituenten gegeben sind.[1]

Bei der theoretischen Vorhersage von Reaktionsenergien fallen Fehler in den Rechenmethoden stärker ins Gewicht, da es sich bei Reaktionsenergien um betragsmäßig kleine Größen handelt, verglichen mit den Energien, aus deren Differenz sie sich ergeben. Systematische Fehler heben sich bei der Bildung von Differenzen im Allgemeinen auf. Somit ist es in der Theoretischen Chemie sinnvoll, Reaktionen nach der Art des systematischen Fehlers zu charakterisieren, dessen Einfluss bei der Berechnung der Reaktionsenergie vernachlässigt werden kann.

## Definition
Eine homodesmotische Reaktion ist eine Reaktion von Kohlenwasserstoffen für die gilt:
- die Anzahl der Kohlenstoff-Kohlenstoffbindungsarten bleibt konstant, wobei die Bindungsart durch die beteiligten Hybridisierungsstufen der Kohlenstoffatome gegeben ist.
- die Anzahl der Kohlenstoffatomtypen bleibt konstant, wobei die Kohlenstoffatomtypen durch die Hybridisierungsstufe und die Anzahl der Wasserstoffsubstituenten gegeben sind.

Homodesmotische Reaktionen sind immer auch hypohomodesmotische, isogyrische  und isodesmische Reaktionen.

## Beispiel
{\displaystyle \mathrm {2-Methyl-1,3-Pentadien+Ethen\ \longrightarrow \ Isopren+Propen} }

### Edukte
- 2-Methyl-1,3-Pentadien
  - 2 sp3–sp2-Bindungen
  - 3 sp2–sp2-Bindungen
  - 2 sp3–C mit 3 H-Substituenten
  - 1 sp2–C mit 2 H-Substituenten
  - 2 sp2–C mit 1 H-Substituent
  - 1 sp2–C mit 0 H-Substituenten
- Ethen
  - 1 sp2–sp2-Bindung
  - 2 sp2–C mit 2 H-Substituenten

### Produkte
- Isopren
  - 1 sp3–sp2-Bindung
  - 3 sp2–sp2-Bindungen
  - 1 sp3–C mit 3 H-Substituenten
  - 2 sp2–C mit 2 H-Substituenten
  - 1 sp2–C mit 1 H-Substituent
  - 1 sp2–C mit 0 H-Substituenten
- Propen
  - 1 sp3–sp2-Bindung
  - 1 sp2–sp2-Bindung
  - 1 sp3–C mit 3 H-Substituenten
  - 1 sp2–C mit 2 H-Substituenten
  - 1 sp2–C mit 1 H-Substituent